# Dolhuis

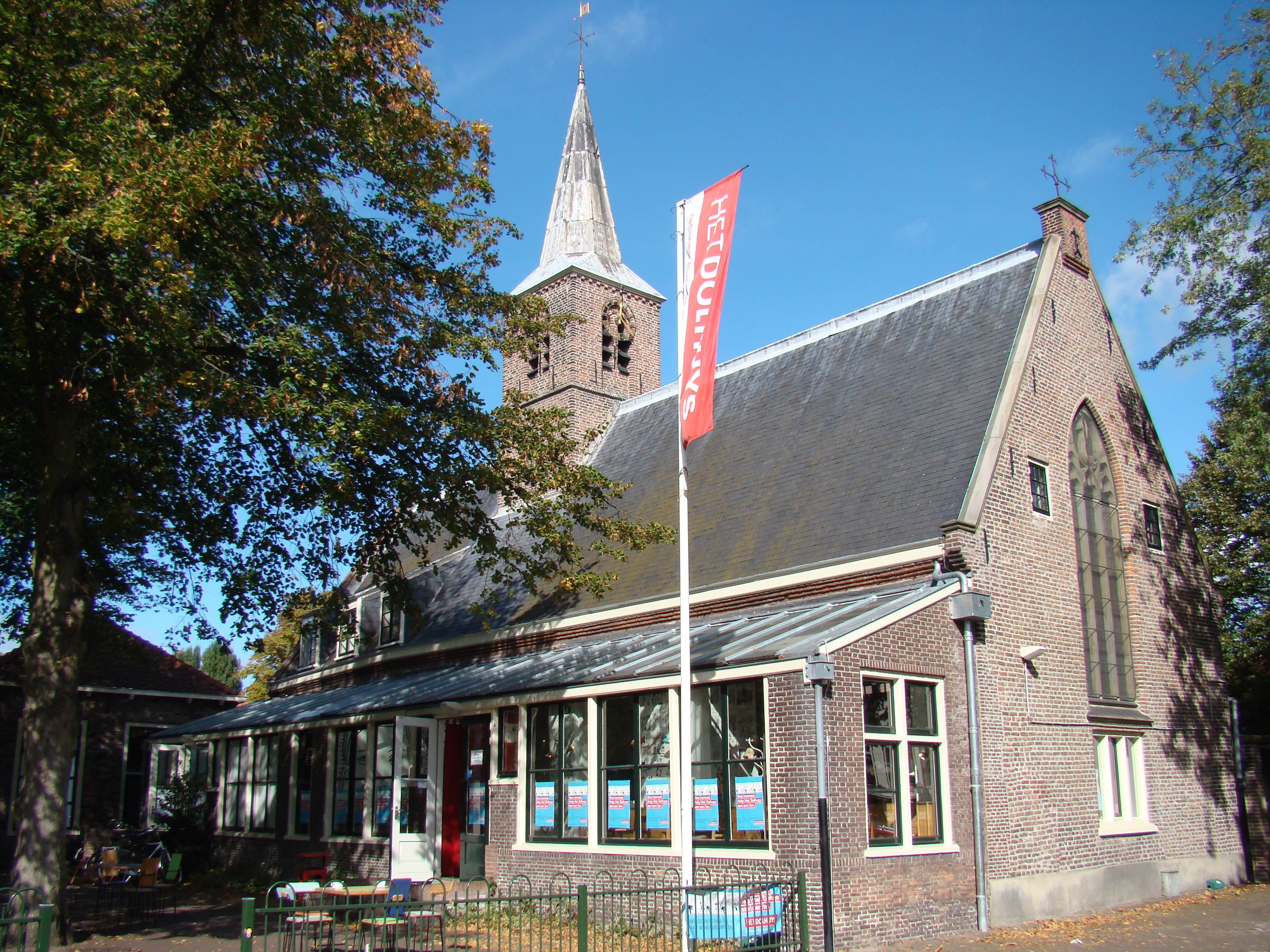
Het Dolhuys in Haarlem

Een dolhuis of gekkenhuis was in vroegere tijden een inrichting voor opvang van geesteszieken. In de 15e eeuw ontstond door toenemende groei van de steden de behoefte de stadsbewoners te beschermen tegen gevaarlijke en onrustige mensen (geesteszieken, krankzinnigen). Het begrip krankzinnigheid werd daarbij overigens ruim genomen: alles wat buiten de gangbare (dat wil zeggen: 'wenselijke') omgangsvormen viel, werd al snel beschouwd als "krankzinnig": geesteszieken, lijders aan epilepsie, zwakzinnigen, mensen die asociaal gedrag vertoonden, oproerkraaiers, verslaafden, dementerenden, et cetera. De kans om levend uit een dolhuis te komen was klein.

## Geschiedenis
Het eerste dolhuis werd geopend in de Spaanse stad Valencia in 1409. In de Nederlanden opende het eerste dolhuis in 1425 zijn deuren na een pleidooi van Thomas à Kempis. Vanuit hedendaags perspectief moet het er in de krankzinnigengestichten bizar aan toegegaan zijn: de leiding was in handen van een zogenaamde 'binnenmoeder'; de verzorging verschilde sterk per instelling en gedragsbeïnvloeding via medicatie was nog onbekend. Het gebruik van vrijheidsbeperkende maatregelen was normaal: mensen werden op allerlei manieren opgesloten, vastgebonden en soms werd er gebruikgemaakt van een bullenpees. Overigens was de kans als geesteszieke te worden opgenomen in een dolhuis klein, want het aantal plaatsen was gering. Het dolhuis Reinier van Arkel bijvoorbeeld had in de 15e eeuw plaats voor twaalf verpleegden. Dit groeide uit tot een capaciteit van 45 verpleegden in de 18e eeuw. De kans was dan ook groter dat je als heks werd veroordeeld of gedwongen werd een zwervend bestaan te leiden buiten de maatschappij.
In het begin waren de belangrijkste inkomsten van het dolhuis de dolhuiskermis en het tegen betaling "gekken kijken" (in Utrecht op de dinsdag na Pasen - de "Paasdol"). Later gebruikte de overheid het dolhuis ook vaak als tucht- en werkhuis. Bij economische voorspoed kon een dolhuis goedkope arbeidskrachten leveren, en bij hoge werkloosheid en tegenspoed werden deze huizen ingezet als bescherming tegen oproer.
Met de ontwikkeling van de medische wetenschap veranderde echter de visie op zorg voor psychiatrische patiënten. Rust en het verblijf in een natuurlijke omgeving zouden heilzaam zijn voor de geest. De echte geesteszieken werden gescheiden van de rest. Dolhuizen werden gesloten voor pottenkijkers en de eerste instellingen voor de zorg van psychiatrische patiënten buiten de stad verschenen. De leiding kwam in handen van artsen. Het "gekken kijken" werd in de loop van de 18e eeuw geheel verboden.
Op 5 oktober 1841 trad de Krankzinnigenwet in werking. Deze regelde de voorwaarden voor opname in en ontslag uit (krankzinnigen)gestichten. In deze inrichtingen, die in plaats kwamen van de dolhuizen, moest een minimaal aantal artsen zijn. Het patiëntental was ook aan een maximum gebonden.
Veel dolhuizen werden krankzinnigengesticht (ook wel gesticht) en later een psychiatrisch ziekenhuis.

## Bekende dolhuizen
In de Belgische stad Gent richtten de schepenen van de stad in 1191 een krankzinnigengesticht op, Sint-Jan-ten-Dullen.
Bekende dolhuizen in Nederland:
- Het oudste dolhuis in Nederland is het dolhuis Reinier van Arkel in 's-Hertogenbosch (1442). De zorg was voor die tijd vooruitstrevend: patiënten werden niet "opgesloten", maar onderhouden en geobserveerd. Er bestond een dagverblijf (18e eeuw) voor afleiding en bezigheid. De kosten voor de verzorging werden bepaald naar draagkracht.
- Het Willem-Arntszhuis in Utrecht (1461) had plaats voor geesteszieken en mensen met infectieziekten (in die tijd voornamelijk de pest). Dit dolhuis bestond uit zes kleinere huisjes, elk voorzien van een vaste krib met stro. Eenmaal per week werden deze huisjes schoongemaakt. Vier keer per jaar werden bewoners geknipt en geschoren door de chirurgijn, eventueel met hulp van de smidsknecht. De kleding van de bewoners was gestandaardiseerd: een rood baaien hansop, waarvan de broek, jas en kousen aan elkaar waren genaaid.
- Het Dolhuys in Haarlem is sinds 2005 een museum.
- Het huidige Pepergasthuis en het Sint-Anthoniegasthuis in Groningen.
- Het Amsterdamse Dolhuis verrees tussen 1562 en 1569 aan de Kloveniersburgwal hoek Spinhuissteeg, aan de toenmalige stadsrand. Stichters waren het echtpaar Hendrik Pauluszoon en Christina Boelens uit de Warmoesstraat. Er was aanvankelijk plaats voor elf patiënten, die door de burgemeesters werden opgenomen op grond van overlast, gevaar voor zichzelf of anderen of de noodzaak van verzorging.[1] Eind 17e eeuw verhuisde het Dolhuis naar het Buitengasthuis.